# Гай Навций Рутил (консул 475 пр.н.е.)
Вижте пояснителната страница за други личности с името Гай Навций Рутил.
Гай Навций Рутил (на латински: Gaius Nautius Rutilus) e политик на Римската република.

## Биография
Син е на Спурий Навций Рутил (консул 488 пр.н.е.).
През 475 пр.н.е. Навций е избран за консул с Публий Валерий Попликола. През 458 пр.н.е. той е за втори път консул, колега му е Луций Минуций Есквилин Авгурин. По време на мандата води успешна война против сабините. Същата година еквите нападат град Тускулум и неговият колега Минуций е обкръжен с войската си на река Алгидус. Тогава Рутил се връща в Рим и под негово ръководство сената избира за диктатор Цинцинат, който да се справи с нападателите.